# La Roda de Andalucía
La Roda de Andalucía är en ort i Spanien.   Den ligger i provinsen Provincia de Sevilla och regionen Andalusien, i den södra delen av landet, 400 km söder om huvudstaden Madrid. La Roda de Andalucía ligger 395 meter över havet och antalet invånare är 4 294.
Terrängen runt La Roda de Andalucía är platt österut, men västerut är den kuperad. Runt La Roda de Andalucía är det ganska glesbefolkat, med 22 invånare per kvadratkilometer. Närmaste större samhälle är Estepa, 13,3 km nordväst om La Roda de Andalucía. Trakten runt La Roda de Andalucía består till största delen av jordbruksmark.